# Emile Francqui
Émile Francqui (Brussel, 25 juni 1863 - Brussel, 1 november 1935) was een Belgische militair, diplomaat en zakenman.

## Levensloop
De familie Francqui vestigde zich in de 18de eeuw in Laken. Émile Francqui werd geboren als zoon van Pierre-Joseph-Jules wiens broer Jean-Baptiste (1835-1871) als doctor in de chemie professor werd en rector van de Université libre de Bruxelles. Adolphine-Marie-Josèphe Tilquin was zijn moeder en verwant met de Naamse schilder  Félicien Rops. 
Op 25 januari 1878 ging Émile op zijn 14de als weeskind het leger in en werd later als soldaat opgenomen in het 7de lijnsregiment. In 1884 werd hij onderluitenant en als 21-jarige door koning Leopold II naar de Kongo-Vrijstaat uitgezonden. Hij nam deel aan de bestrijding van de slavenhandel tijdens de Veldtochten van de Onafhankelijke Congostaat tegen de Arabo-Swahili. In 1889 werd hij gepromoveerd tot luitenant.
In 1896 promoveerde hij tot kapitein en werd Belgisch consul in China. Daar leerde hij de latere president van de Verenigde Staten Herbert Hoover kennen tijdens onderhandelingen over de toekenning van een groot spoorwegcontract. Hoewel ze concurrenten waren, hadden ze veel respect voor elkaar.
In 1902 keerde hij terug naar zijn vaderland en begon zijn financiële carrière. In 1912 werd hij directeur bij de Generale Maatschappij van België. Tijdens de Eerste Wereldoorlog was hij voorzitter van het Nationaal Hulp- en Voedingskomiteit, dat gesteund werd door de Commission for Relief in Belgium die Hoover in de Verenigde Staten had opgezet. Ook was hij bestuurder van verschillende vennootschappen in Congo en Belgische banken.
In 1918 werd Emile Francqui benoemd tot minister van Staat. Onder impuls van de latere koning Leopold III werd hij ook de eerste voorzitter van het Instituut voor Tropische Geneeskunde te Antwerpen.
Francqui heeft zich in het bijzonder ingezet voor het universitair onderwijs. Hij was nauw betrokken bij de oprichting van het Nationaal Fonds voor Wetenschappelijk Onderzoek en hij zorgde ervoor dat de beschikbare middelen van het Nationaal Hulp- en Voedingskomiteit na de Eerste Wereldoorlog in het onderwijs werd geïnvesteerd. Hiervoor werd in 1932 een stichting opgericht die op voorstel van Hoover de Francqui-Stichting ging heten. In 1933 kende die voor de eerste maal de Francquiprijs voor Belgen die een belangrijke bijdrage hebben geleverd aan de wetenschap die het aanzien van België verhoogt. Onder andere Henri Pirenne en Ilya Prigogine hebben deze prijs mogen ontvangen. Vanwege de Francqui-stichting bestaan sinds 1946 ook de Francqui-leerstoelen, waarbij aan de Belgische universiteiten jaarlijks bijzondere hoogleraren worden benoemd voor een reeks van 10 speciale voordrachten. In 1935 werd Francqui, samen met Charles Fabri, genoemd in financiële malversaties met betrekking tot de devaluatie van de Belgische frank.